# 8-я Македонская дивизия
8-я Македонская дивизия НОАЮ (сербохорв. 8. македонска дивизија НОВЈ / 8. makedonska divizija NOVJ, макед. 8. македонска дивизиjа на НОВЈ) — военное подразделение югославской армии, воевавшее во Второй мировой войне против немецких оккупантов и коллаборационистов.
Создана 6 декабря 1944 года, состояла из 4 бригад бойцов, которые действовали на территории современной Республики Македонии. В составе было по одному батальону из 20-й и 21-й македонских ударных бригад, значительная часть 7-й македонской бригады и целая 10-я македонская ударная бригада. Командовал бригадами Наум Веслиевски. Среди задач дивизии стояли защита и безопасность в рамках Службы безопасности Югославии и борьба против коллаборационистов. Солдаты дивизии вели борьбу против македонцев из ВМОРО, албанских националистов и горян из Болгарии, а также остатков немецких войск. После реорганизации Корпуса народной обороны Югославии (КНОЮ) дивизию переименовали в 8-ю дивизию КНОЮ. Существовала до начала 1948 года.